# Joël Ekamba
Joël Ekamba-Ey'oombe (17 januari 2001) is een Belgisch basketballer.

## Carrière
Ekamba maakte zijn debuut op het hoogste niveau in het seizoen 2018/19 voor Belfius Mons-Hainaut en speelde negen wedstrijden dat seizoen. Hij maakte voor het volgende seizoen de overstap naar het beloftenteam van Limoges CSP en het seizoen daarop naar dat van AS Monaco Basket. In 2020 had hij zich kandidaat gesteld voor de NBA draft van dat jaar maar trok zijn naam uiteindelijk terug. In 2021 keerde hij terug naar de Belgische competitie en tekende bij Brussels Basketball waar hij twee seizoenen speelde. Hij tekende in november 2023 bij de Nederlandse club Landstede Hammers.
In november 2024 tekende hij bij de Oostenrijkse eersteklasser St. Pölten Basketball maar maakte zijn debuut pas in december 2024. In april 2025 ging hij spelen voor derdeklasser Basket Willebroek waarmee hij kampioen werd in de derde klasse.